# نفرین‌ها!
نفرین‌ها! (انگلیسی: Curses!) یک فیلم کوتاه کمدی به کارگردان راسکو آرباکل و گروور جونز است که در سال ۱۹۲۵ منتشر شد.

## گزیدهٔ بازیگران
- ال سنت جان
- بارتین بورکت